# Dynasets
Um dynaset (curto para o conjunto dinâmico) é um conjunto de dados que é dinamicamente ligado de volta para o banco de dados. Em vez de ter o resultado da consulta armazenada em uma tabela temporária, onde os dados não podem ser atualizadas diretamente pelo usuário, o dynaset permite ao usuário visualizar e atualizar os dados contidos no dynaset. Assim, se um professor universitário consultado todos os estudantes que receberam uma distinção na sua missão e encontrou um erro no registo do aluno, eles só precisam atualizar os dados no dynaset, que seria automaticamente atualizar o registro do aluno banco de dados sem a necessidade de lhes para enviar uma consulta atualização específica depois de armazenar os resultados da consulta em uma tabela temporária.
O conceito foi inicialmente avançada por Dr. EF Codd, o inventor do sistema de gerenciamento de banco de dados relacional (RDBMS conceito).